# بوغوسلوفكا (بينزا)
بوغوسلوفكا (بالروسية: Богословка) هي مدينة في مقاطعة بانزا أوبلاست في روسيا.